# Rocko's Modern Life
Rocko's Modern Life je americký animovaný televizní seriál, vysílaný v letech 1993–1996 na stanici Nickelodeon, kdy ve čtyřech řadách vzniklo celkem 52 dílů. Jeho autorem je scenárista a animátor Joe Murray, který vytvořil titulní postavu Rocka v 80. letech pro nevydaný komiks. Seriál se zaměřuje na surreálný život antropomorfního australského emigranta klokana Rocka a jeho přátel: nenasytného volka Heffera, neurotické želvy Filburta a Rockova věrného psa Spunkyho. Děj seriálu se odehrává ve fiktivním kalifornském městě O-Town a je plný humoru pro dospělé diváky, vícesmyslů, narážek a satirických sociálních komentářů.
V České republice byl seriál vysílán na kanálu Cable Plus Film.

## Obsazení
| Postava     | Originální dabing |
| ----------- | ----------------- |
| Rocko       | Carlos Alazarqui  |
| Spunky      | Carlos Alazarqui  |
| Heffer      | Tom Kenny         |
| Filbert     | Doug Lawrence     |
| Ed Bighead  | Charlie Adler     |
| Bev Bighead | Charlie Adler     |